# مبارك الوعلان
مبارك محمد كنيفذ مرزوق الوعلان المطيري (1959 -)؛ سياسي ودبلوماسي كويتي، ونائب سابق في مجلس الأمة الكويتي، عمل في الخارجية الكويتية قبل أن يترشح ويفوز في الانتخابات لمجلس الأمة لأعوام 2009 وفبراير 2012. حاصل على بكالوريوس علوم سياسية من جامعة الكويت.

## السيرة الذاتية
وُلد مبارك الوعلان في عام 1959 وحاصل على بكالوريوس علوم سياسية من جامعة الكويت وعمل في السلك الدبلوماسى مُلحقًا في سفارة الكويت لدى دمشق ومدير إدارة العلاقات العامة في الهيئة العامة لتقدير التعويضات عن خسائر العدوان العراقي وعضو لجنة التخطيط والاستشارة في جمعية أهالي الأسرى وفاز بعضوية مجلس الامة 2008 ولكن ابطلت المحكمة الدستورية فوزه ليحل محله النائب عسكر العنزي ونجح بعد ذلك في مجلس 2009 ومن ثم المجلس المبطل الأول فبراير 2012.

## مصدر
- السيرة الذاتية